# Hydrobiosis kiddi
Hydrobiosis kiddi är en nattsländeart som beskrevs av Mcfarlane 1951. Hydrobiosis kiddi ingår i släktet Hydrobiosis och familjen Hydrobiosidae. Inga underarter finns listade i Catalogue of Life.